# Antonio da Caravaggio
Antonio da Caravaggio, o Brescia (Caravaggio, ... - documentado en Roma entre 1464 y 1475) fue un escultor italiano.
Está informado como un escultor entre los canteros del Vaticano y en el Palazzo Venezia de Roma, en 1464 sus obras se documentan en el palacio apostólico, mientras que el período comprendido entre las fechas de 1467 y 1469 en la talla de las ménsulas de los arcos en el patio del palacio, la cisterna central y algunas ventanas (probablemente bajo la dirección del arquitecto Francesco del Borgo).
Incluso en 1475 estaba presente como un cantero en la construcción del Palazzo Venezia.